# Tommy Lee Wallace
Tommy Lee Wallace (Somerset, 6 settembre 1949) è un regista, sceneggiatore, scenografo e montatore statunitense.

## Biografia
Tra i suoi lavori più famosi ci sono Halloween III - Il signore della notte, sequel al famoso slasher di John Carpenter Halloween - La notte delle streghe e Il cacciatore delle tenebre, sequel diretto a Vampires di John Carpenter. A differenza del suo "maestro", Carpenter, i suoi film sono privi di alcun impegno sia politico o sociale, ma tendono unicamente a intrattenere lo spettatore con vari elementi di suspense.
Inoltre, nel 1990 ha diretto la celebre miniserie televisiva It, trasposizione del romanzo omonimo di Stephen King.

## Filmografia

### Regista
- Halloween III - Il signore della notte (Halloween III) (1982)
- Ai confini della realtà - serie TV - episodio Wordplay/Dreams for sale/Chameleon, Little boy lost/Wish bank/Nightcrawlers, The leprechaun-artist/Dead run (1985-86)
- Max Headroom - serie TV (1987)
- Vietnam addio - serie TV (1987)
- Ammazzavampiri 2 (Fright Night Part II) (1988)
- Baywatch - serie TV - episodio Cruise ship (1989)
- It - miniserie TV (1990)
- Il segreto del mare - film TV (1991)
- The Comrades of summer - film TV (1992)
- The Presence, regia di Tom Provost - film TV (1992)
- Witness to the Execution - film TV (1994)
- Green Dolphin Beat - film TV (1994)
- Le nuove avventure di Flipper - serie TV (1995)
- Born Free: a New Adventure - film TV (1996)
- Once You Meet a Stranger - film TV (1996)
- Steel Chariots - film TV (1997)
- The Spree - film TV (1998)
- Final Justice - film TV (1998)
- Il cacciatore delle tenebre (Vampires: Los Muertos) (2002)

### Sceneggiatore
- Amityville Possession (Amityville II: The Possession), regia di Damiano Damiani (1982)
- Halloween III - Il signore della notte (Halloween III), regia di Tommy Lee Wallace (1982)
- Ai confini della realtà - serie TV - episodio The leprechaun artist (1986)
- Ammazzavampiri 2 (Fright Night Part II), regia di Tommy Lee Wallace (1988)
- Lontano da casa (Far from Home), regia di Meiert Avis (1989)
- El Diablo, regia di Peter Marckle - film TV (1990)
- It, regia di Tommy Lee Wallace - miniserie TV (1990)
- Once You Meet a Stranger - film TV (1996)
- Il cacciatore delle tenebre (Vampires: Los Muertos), regia di Tommy Lee Wallace (2002)
- Il fiume del terrore (12 Days of Terror), regia di Jack Sholder - film TV (2004)

### Attore
- Fog (The Fog), regia di John Carpenter (1980)
- Halloween III - Il signore della notte (Halloween III), regia di Tommy Lee Wallace (1982)
- Il ragazzo che sapeva volare (The Boy Who Could Fly), regia di Nick Castle (1986)
- Il cacciatore delle tenebre (Vampires: Los Muertos), regia di Tommy Lee Wallace (2002)
- Pennywise: The Story of IT, regia di John Campopiano e Christopher Griffiths (2021) - documentario

### Montatore
- Halloween - La notte delle streghe (Halloween), regia di John Carpenter (1978)
- Fog (The Fog), regia di John Carpenter (1980)

### Aiuto regista
- Grosso guaio a Chinatown (Big Trouble in Little China), regia di John Carpenter (1986)

### Responsabile del suono
- Distretto 13 - Le brigate della morte (Assault on Precinct 13), regia di John Carpenter (1976)

### Scenografo
- Dark Star, regia di John Carpenter (1974)
- Distretto 13 - Le brigate della morte (Assault on Precinct 13), regia di John Carpenter (1976)
- Halloween - La notte delle streghe (Halloween), regia di John Carpenter (1978)